# Freakstock

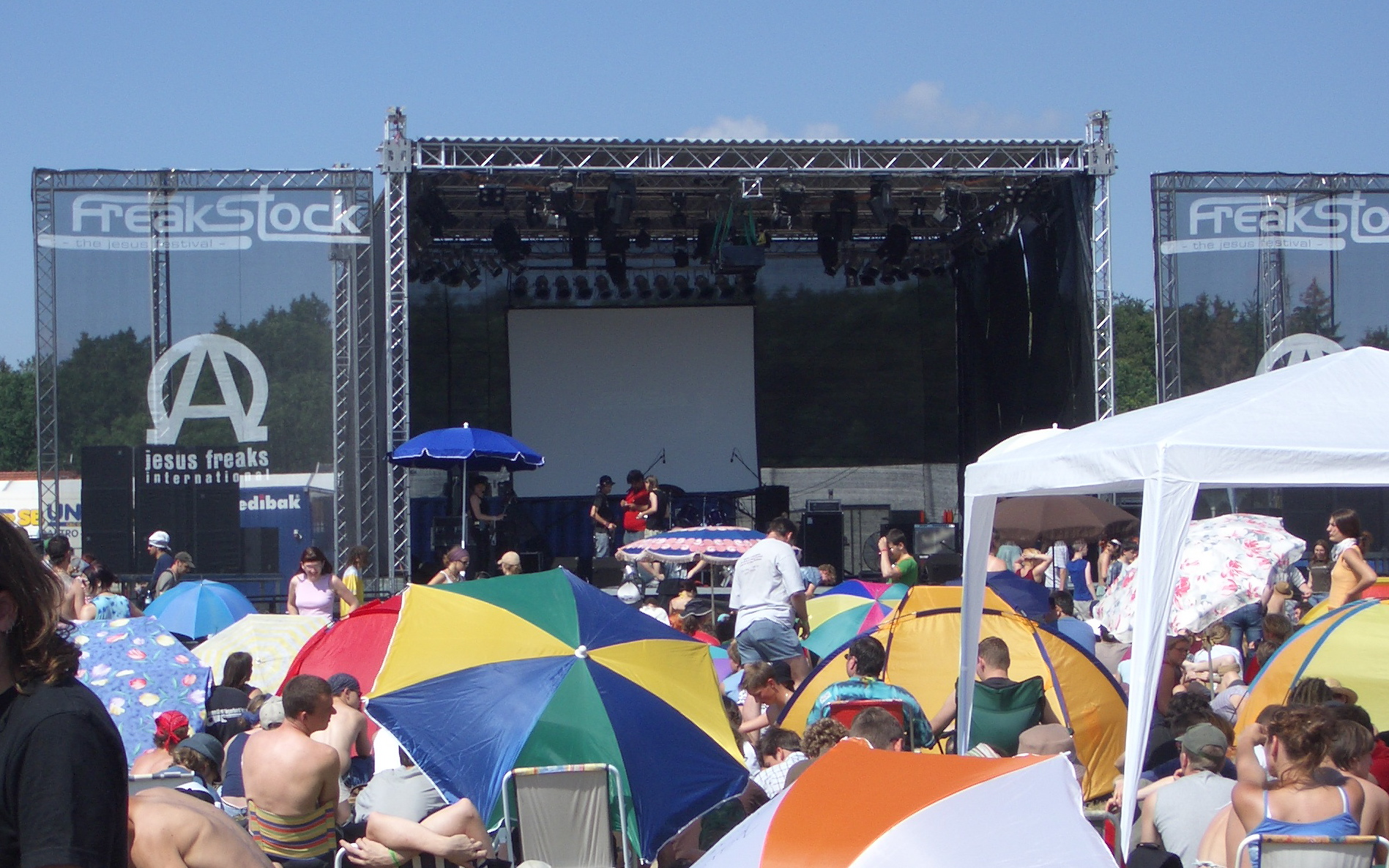
Lobpreis beim Hauptseminar auf der Mainstage des Freakstock 2004

Das Freakstock ist ein christliches Musikfestival der Jesus Freaks, einer jugend-kulturellen christlichen Glaubensbewegung. Es hat seit 1995 an wechselnden Orten jährlich stattgefunden – mit Ausnahme von 2017 und 2021 – und ist laut Arte „Europas größtes alternatives Jesus-Festival“.

## Geschichte
Vorläufer des Musikfestivals war eine Reihe von dreitägigen Seminaren mit dem Pastor Mike Tourrigiano einer Vineyard-Gemeinde in New York, die 1993 und 1994 in den Räumen der Jesus Freaks in Hamburg stattfanden. Im Folgejahr sollten die Seminarinhalte einem größeren Publikum zugänglich gemacht und die Veranstaltung mit intensivem musikalischen Lobpreis am Abend verknüpft werden. Erster Ideengeber und Visionär war Mirko Sander, ein damaliges Mitglied der Bewegungsleitung.
Nach einem Jahr intensiver Organisationen fand im November 1995 das erste Freakstock mit dem Untertitel „The Jesus Freaks Festival“ als viertägiges Musikfestival in den Gemeinderäumen einer Kirche in Wiesbaden statt, in denen sich damals auch die Jesus Freaks Mainz trafen. Während der Veranstaltung mit 400 Teilnehmern entstand der Wunsch, diese alle sechs Monate zu wiederholen, was so aber nicht umgesetzt wurde.
Ein Jahr später wechselte das Festivalkonzept hin zu einem Open Air. Der Veranstaltungsort war ein Fußballplatz in Neudrossenfeld, in der Nähe von Bayreuth. Es kamen rund 800 Besucher.
1997 zog es auf den Boxberg nach Gotha um. 1998 wurde der Untertitel von „Jesus Freaks Festival“ in „Jesus Festival“ umbenannt.
2004 gab es einen Anstieg auf über 7000 Teilnehmer, die zum Freakstock auf den Boxberg kamen. Im Folgejahr erzielte das Festival einen Rekord von circa 8400 Besuchern, der seitdem nicht mehr erreicht wurde. 2005 und 2006 waren die Besucherzahlen stark rückläufig und haben sich seither auf etwa 3000 eingependelt. Mit 60 Bands auf insgesamt 5 Bühnen gehörte das Freakstock zu den größten christlichen Festivals in Europa.
Von 2009 bis 2014 fand das Freakstock auf einem ehemaligen Kasernengelände in Borgentreich statt, das der koptisch-orthodoxen Kirche gehört.
2015 und 2016 fand das Freakstock auf dem Flugplatz in Allstedt statt, einem ehemaligen Militärflugplatz der Fliegerkräfte der Westgruppe der sowjetischen Streitkräfte.
Im Januar 2017 wurde bekanntgegeben, dass das Festival im Jahr 2017 nicht stattfindet.
2018 und 2019 wurde das Freakstock auf Gut Haarbecke in Kierspe-Rönsahl veranstaltet. Außerdem hatte die Veranstaltung seitdem kein eigenständiges Motto mehr, sondern stand unter dem allgemeinen Jahresmotto der Jesus Freaks.
2020 fand die Veranstaltung wegen der Corona-Pandemie in Deutschland nicht als Festival vor Ort statt, sondern es gab an zwei Tagen unter dem Titel Freakstock Home Edition einen Livestream mit Musik. Die Veranstaltung des Jahres 2021 wurde im Januar komplett abgesagt.
Seit 2022 ist das Festival wieder auf dem Flugplatz Allstedt.
| Nr. | Datum                       | Ort                     | Motto                                                                  | Besucherzahl            |
| --- | --------------------------- | ----------------------- | ---------------------------------------------------------------------- | ----------------------- |
| 01  | November 1995               | Wiesbaden               | The Father’s Love                                                      | 0.400                   |
| 02  | 8. bis 11. August 1996      | Neudrossenfeld          | Den Lauf vollenden                                                     | 0.800                   |
| 03  | August 1997                 | Gotha                   | Zurück zur ersten Liebe                                                | 1.600                   |
| 04  | 6. bis 9. August 1998       | Gotha                   | Heartcore                                                              | 2.500                   |
| 05  | 29. Juli bis 1. August 1999 | Gotha                   | Denn ich schäme mich des Evangeliums nicht                             | 3.000                   |
| 06  | ? 2000                      | Gotha                   | God never makes mistakes                                               | 3.500                   |
| 07  | 26. bis 29. Juli 2001       | Gotha                   | Thank you Jesus for everything, it’s all about you! GoD is in control. | 3.800                   |
| 08  | 1. bis 4. August 2002       | Gotha                   | Jesus, you are the answer for my life, I need you everyday!            | 4.600                   |
| 09  | 30. Juli bis 3. August 2003 | Gotha                   | King Jesus                                                             | 5.600                   |
| 10  | 28. Juli bis 1. August 2004 | Gotha                   | Happy Birthday Freakstock. Thank you Jesus!                            | 7.100                   |
| 11  | 4. bis 7. August 2005       | Gotha                   | Verknallt in Jesus                                                     | 8.400                   |
| 12  | 3. bis 6. August 2006       | Gotha                   | You are not alone                                                      | 5.500                   |
| 13  | 26. bis 29. Juli 2007       | Gotha                   | REBOOT                                                                 | 2.600                   |
| 14  | 30. Juli bis 3. August 2008 | Gotha                   | Jesus.                                                                 | 2.900                   |
| 15  | 29. Juli bis 2. August 2009 | Borgentreich            | Hand aufs Herz                                                         | 3.256                   |
| 16  | 28. Juli bis 1. August 2010 | Borgentreich            | Beine in die Hand                                                      | 3.000                   |
| 17  | 3. bis 7. August 2011       | Borgentreich            | Kurs auf Jesus                                                         | 3.000                   |
| 18  | 1. bis 5. August 2012       | Borgentreich            | von Himmelsstürmern und Bruchpiloten                                   | 3.000 –3.600            |
| 19  | 31. Juli bis 4. August 2013 | Borgentreich            | Change(d) – Mut zur Veränderung                                        | 3.200 –3.700            |
| 20  | 6. bis 10. August 2014      | Borgentreich            | Neuland                                                                | 3.252                   |
| 21  | 29. Juli bis 2. August 2015 | Allstedt                | New Ground, One Crowd, No Borders                                      | 3.000 –3.200            |
| 22  | 27. bis 31. Juli 2016       | Allstedt                | Welcome home                                                           | 3.100                   |
| —   | 2017                        | im Januar 2017 abgesagt | im Januar 2017 abgesagt                                                | im Januar 2017 abgesagt |
| 23  | 2. bis 5. August 2018       | Kierspe-Rönsahl         | Wir folgen Jesus und an ihm hängt unser Herz.                          | 2.000                   |
| 24  | 1. bis 4. August 2019       | Kierspe-Rönsahl         | Living Hope – Glaube leben. Hoffnung wecken.                           | 2.300                   |
| 25  | 31. Juli bis 1. August 2020 | (nur online)            | Home Edition                                                           |                         |
| —   | 2021                        | im Januar 2021 abgesagt | im Januar 2021 abgesagt                                                | im Januar 2021 abgesagt |
| 26  | 4. bis 7. August 2022       | Allstedt                |                                                                        |                         |
| 27  | 3. bis 6. August 2023       | Allstedt                | You See Me #nofilter                                                   |                         |
| 28  | 1. bis 4. August 2024       | Allstedt                | How to hate love                                                       |                         |
| 29  | 31. Juli bis 3. August 2025 | Allstedt                | Gottes wilder Garten                                                   |                         |

## Ablauf
Das Freakstock beginnt aktuell am Donnerstag vor dem ersten Augustwochenende und schließt am darauf folgenden Sonntag mit einem Abschlussgottesdienst am späten Vormittag.
Auf dem Freakstock finden mittags Workshops zu verschiedenen Glaubensthemen statt. Am Nachmittag gibt es das sogenannte Hauptseminar, welches zum größten Teil aus Lobpreis und einer Predigt besteht. Abends werden auf mehreren Bühnen alle möglichen Musikstile live gespielt. Auch zwischendurch gibt es immer wieder Lobpreis und Konzerte auf verschiedenen Bühnen. Bis 4:00 Uhr legen verschiedene DJs Musik auf.

### Medienecho
- Backstage – Freakstock. In: arte.tv. Ehemals im Original (nicht mehr online verfügbar); abgerufen im Jahr 2005. (Seite nicht mehr abrufbar. Suche in Webarchiven)
- Doreen Zimmermann: Wir haben Jesus lieb. In: Zeit.de. 2008, abgerufen am 13. Mai 2019.